# Sh2-66
Sh2-66 (également connue sous le nom de RCW 176) est une nébuleuse en émission visible dans la constellation de l'Aigle.
Elle est située dans la partie sud-ouest de la constellation, à environ 3° nord-nord-ouest de l'étoile α Scuti. Elle s'étend sur environ 7 minutes d'arc en direction d'une région de la Voie lactée fortement obscurcie par les nuages de poussière constituant le Rift de l'Aigle. La période la plus propice à son observation dans le ciel du soir se situe entre juin et novembre. N'étant qu'à 2° de l'équateur céleste, on peut l'observer indistinctement depuis toutes les régions peuplées de la Terre.
Il s'agit d'une région H II probablement située sur le bras Écu-Croix, à une distance d'environ 3 800 pc (∼12 400 al). L'étoile responsable de son ionisation serait une géante bleue de classe spectrale O9.5III, cataloguée LS IV -02 16. La région à laquelle appartient cette nébuleuse est probablement un site actif de formation d'étoiles, comme en témoignent la présence de la source de rayonnement infrarouge IRAS 18427-0210 et par la source radio aux coordonnées galactiques 30.460+00.412. Selon le catalogue Avedisova, le nuage moléculaire SYCSW 744 est également lié à cette région, identifiable à la longueur d'onde du CO.